# Helicoön richonis
Helicoön richonis är en svampart som först beskrevs av Jean Louis Emile Boudier, och fick sitt nu gällande namn av Linder 1929. Helicoön richonis ingår i släktet Helicoön och familjen Tubeufiaceae.   Inga underarter finns listade i Catalogue of Life.